# Vexala
Vexala är en by i Nykarleby stad. Byn tillhörde tidigare Munsala kommun, men blev en del av Nykarleby när dessa slogs samman 1975. Vexala ligger norr om kyrkbyn Munsala och består av en ungefär 20 km lång och ca 2,5 km bred halvö som skjuter ut i Bottenviken. 

## Historia
Man tror att Vexala har fått sitt namn från finskans Vehkasalo, som direkt översatt skulle betyda 'missne-ön'. Man har också prövat tolka namnet från Väkisalo som direkt översätts till 'folk-ön'. Äldre förekomster av byns namn i skriftliga källor är Wexall, Wexal, Veckersall, Wächersall.

## Bydelar
Några bydelar inom Vexala är Helsing, Svartnäs, Söderbacken, Skatan, Grundören, Holmas, Jofs, Innerbyn, Fågels, Runtas, Skrivars.